# Julian Mertens
Julian Mertens (Turnhout, 6 oktober 1997) is een Belgisch voormalig wielrenner.
Op 31 mei 2023 kwam hij ernstig ten val op training. Hij liep meerdere blessures op, en werd in een kunstmatige coma gehouden. Enkele dagen later lieten de artsen hem rustig ontwaken, en kon zijn revalidatie beginnen. 

## Overwinningen
2015
3e etappe Keizer der Juniores

## Resultaten in voornaamste wedstrijden
|      | \| Jaar \| Gent-Wevelgem \| Ronde van Vlaanderen \| Amstel Gold Race \| Luik-Bast.‑Luik \| Waalse Pijl \| Parijs-Tours \| \| ---- \| ------------- \| -------------------- \| ---------------- \| --------------- \| ----------- \| ------------ \| \| 2020 \| \| \| \| opgave \| 93e \| opgave \| \| 2021 \| \| \| opgave \| 128e \| 103e \| \| \| 2022 \| \| 58e \| opgave \| opgave \| \| \| \| 2023 \| opgave \| 64e \| \| 34e \| opgave \| \| |                      |                  |                 |             |              |
| Jaar | Gent-Wevelgem | Ronde van Vlaanderen | Amstel Gold Race | Luik-Bast.‑Luik | Waalse Pijl | Parijs-Tours |
| 2020 | |                      |                  | opgave          | 93e         | opgave       |
| 2021 | |                      | opgave           | 128e            | 103e        |              |
| 2022 | | 58e                  | opgave           | opgave          |             |              |
| 2023 | opgave | 64e                  |                  | 34e             | opgave      |              |

## Ploegen
- 2020 –  Sport Vlaanderen-Baloise
- 2021 –  Sport Vlaanderen-Baloise
- 2022 –  Sport Vlaanderen-Baloise
- 2023 –  Bingoal Pauwels Sauces WB
- 2024 –  Bingoal WB tot 31 mei [3]

Apers · Berckmoes · Bonneu · Braet · Colman · 
De Pestel · De Vylder · De Wilde · Dens · 
Fretin · Ghys · Herregodts · Hesters · Marit · Mertens · Reynders · Van Poucke · Van Rooy · Vanhoof · Verwilst · Weemaes
Blouwe · De Maeght · De Tier · Desal · Guerin · Lauk · Malucelli · Meens · Mertens · Mertz · Peyskens · Robeet · Salby · Teugels · Tizza · Van Boven · Van der Beken · Van Keirsbulck · Van Rooy · Vandepitte · Matthys (stagiair) · Persico (stagiair)
Blouwe · De Meester · De Tier · Desal · Matthys · Meens · Mertens (tot 31/5) · Persico · Peyskens · Portsmouth · Salby · Teugels · Tizza · Van Boven · Van der Beken · Van Rooy · Vandepitte · Vermoote · Villa · Vliegen · Weemaes · Van Petegem (stagiair)